# Лекарственный карандаш
Карандаш лекарственный, или медицинский карандаш (лат. Styli medicinales) — твёрдая лекарственная форма в виде цилиндра с заострённым или закруглённым концом, предназначенная для наружного применения.

## Общая характеристика
Первые медицинские карандаши были придуманы и начали использоваться в медицинской практике очень давно. Одним из первых препаратов в этой лекарственной форме был ляпис — препарат серебра (т. н. ляписный карандаш), используемый для прижигания ранок и удаления мелких бородавок.
В медицинской практике препараты в форме карандашей применяются крайне редко и их ассортимент весьма ограничен.
Лекарственные средства в форме медицинских карандашей применяются для остановки мелких кровотечений при порезах. В форме медицинских карандашей выпускаются некоторые анальгетики (новокаин) и отвлекающие лекарственные препараты (ментол, камфора), антисептики (салициловая кислота, нитрат серебра, квасцы алюмокалиевые).
Медицинские карандаши находят своё применение, в случаях когда требуется оказать действие лекарственного вещества на небольшой и ограниченный участок кожных покровов или слизистой оболочки. Лекарственные вещества в форме медицинский карандаш имеют несомненные преимущества по сравнению с традиционными мазями: возможность использования в основе лекарственных веществ с разными физико-химическими свойствами, удобство и экономичность использования, компактность, гигиеничность упаковки, портативность.
Карандаш наносится на кожные покровы и длительно удерживается на них в виде тонкого слоя основы с действующим лекарственным веществом. При применении медицинских карандашей их поверхность растворяется либо постепенно стирается без повреждений и травмирования участка кожных покровов.
При этом карандаш не должен ломаться и крошиться, а его поверхность должна быть гладкой.

## Классификация

### По способу получения и по типу основы
- Плавленые карандаши
- Карандаши из гидрофильных масс (купоросные карандаши)
- Карандаши из жировых масс (карандаши ментоловые)
- Мазевые карандаши (изготавливаются по типу губных помад). Вместе с хорошей способностью к высвобождению лекарственных веществ они обладают определенной прочностью и мажущей способностью. Карандаши с салициловой кислотой, новокаином, дерматолом, серой и ксероформом.

### По способу применения
На современном фармацевтическом рынке представлены несколько разновидностей лекарственных карандашей.
- Кровеостанавливающий карандаш (показанием к применению является мелкое кровотечение. Используется при царапинах, ссадинах и мелких порезах после бритья).
- Репеллентные карандаши (характеризуются репеллентным действием, защищая от укусов кровососущих насекомых и клещей)
- Косметические антибактериальные карандаши (используется в качестве антибактериального и противовоспалительного средства для лечения прыщей и угрей).
- Противопростудные карандаши (роликовыми карандашами, в состав которых чаще всего входят вещества: ментол, камфора, эфирные масла, обладающие антибактериальным действием. Как основу используют вазелиновое масло. Применяются для облегчения симптомов простуды.
- Стоматологические карандаши (применяются для нанесения лекарственных средств на слизистую оболочку полости рта).

## Изготовление
Изготавливаются путём выливания, прессования, выкатыванием и погружения (макания). В качестве формообразующих и уплотняющих веществ при производстве лекарственных карандашей преимущественно используют материалы, применяемые в фармацевтической технологии: пчелиный воск, полиэтиленгликоль, парафин, масло какао. Основообразующие вещества придают лекарственному карандашу форму, сопротивление нажиму и однородность, обеспечивая хорошую намазываемость.
С целью равномерного мазка в состав карандашей включают пластифицирующие добавки и вспомогательные вещества, увеличивающие биодоступность действующего вещества. Обычно применяется персиковое масло, пропиленгликоль.